# Thérèse Steinmetz

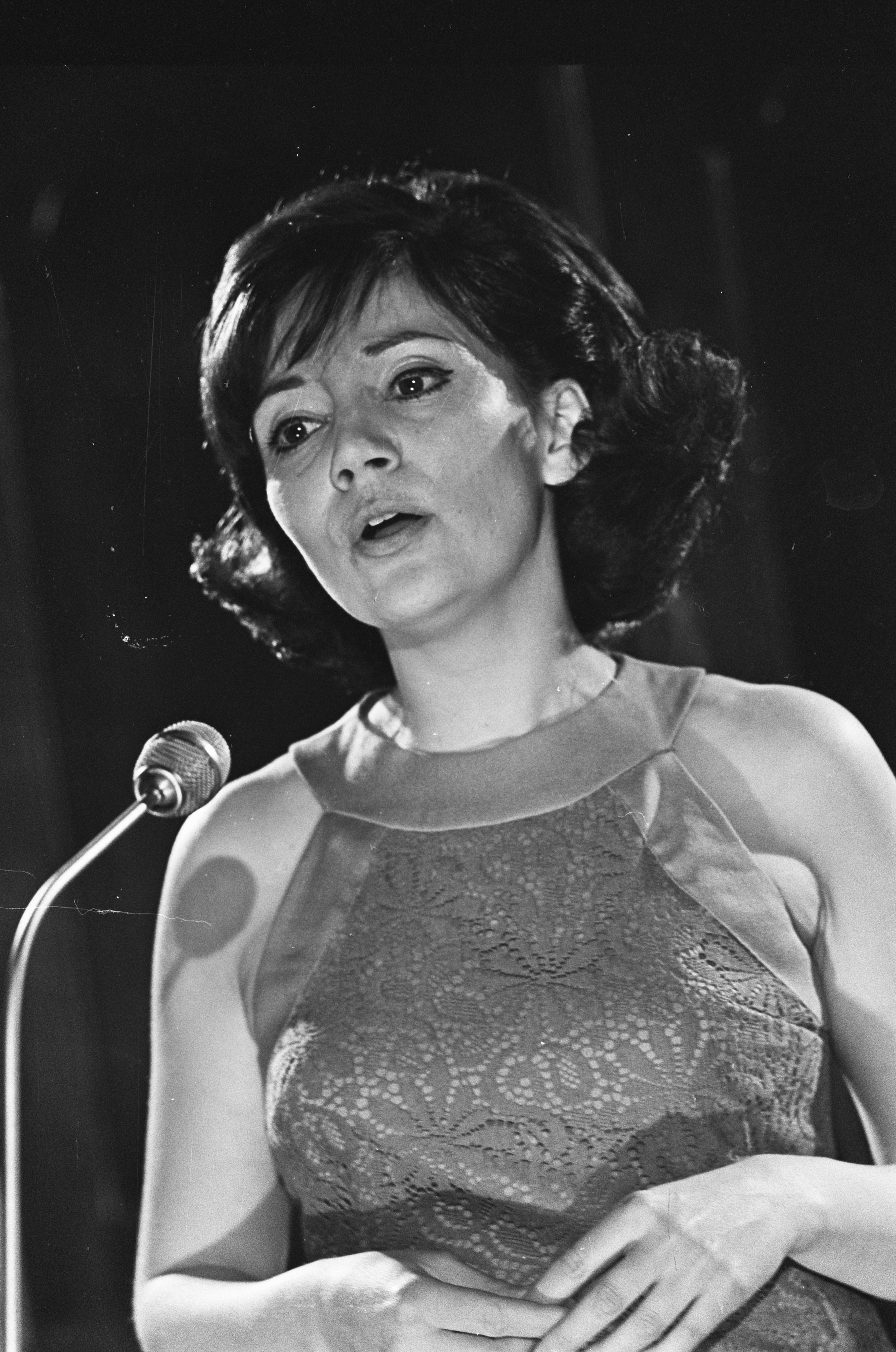
Thérèse Steinmetz (1967)

Thérèse Steinmetz (* 17. Mai 1933 in Amsterdam) ist eine niederländische Chansonsängerin und Malerin.

## Karriere
Nach einem Studium am Conservatorium van Amsterdam wurde sie als Sängerin und Schauspielerin tätig. 1966 hatte sie sogar eine eigene kleine Fernsehshow namens Thérèse. Sie trat bei der niederländischen Vorauswahl zum Grand Prix de la Chanson 1967 alleine mit sechs Titeln an. Durch eine Postkartenwahl entschied sich das Publikum für den Schlager Ring-dinge-ding. Beim Wettbewerb in Wien landete der Titel dann auf einem 14. Platz.
1970 siegte sie beim internationalen Liedfestival Cerbul de Aur im rumänischen Brașov.
Sie blieb bis Mitte der 1980er Jahre als Sängerin aktiv, danach wurde sie im Bereich Malerei tätig. Sie betreibt dies an ihrem Wohnort Cannes, wo sie seit 1981 lebt.

## Diskografie (Auswahl)

### Singles
| Jahr | Titel Album       | Höchstplatzierung, Gesamtwochen, AuszeichnungChartsChartplatzierungen (Jahr, Titel, Album, Platzierungen, Wochen, Auszeichnungen, Anmerkungen) | Anmerkungen |
| Jahr | Titel Album       | NL | Anmerkungen |
| ---- | ----------------- | --- | ----------- |
| 1967 | Speel ’t Spel –   | NL19 (6 Wo.)NL |             |
| 1974 | Geef Ze ’n Kans – | NL26 (5 Wo.)NL |             |